# Truculentus
Truculentus, traducida al español como El truculento, El gruñón o El brutal, es una obra de teatro del comediógrafo latino Plauto, escrita en el s. II a. C. 
La obra se titula así por el carácter bárbaro de uno de sus personajes, el esclavo que responde a todos con expresiones vulgares y actitudes agresivas. Es ésta una de las piezas más apreciadas por el propio Plauto, aunque la crítica posterior quiso arrinconarla, tanto por el lenguaje soez como porque ofrece un vívido retrato de los bajos fondos y de la prostitución. En la actualidad, tenemos grandes dificultades para juzgarla, debido al estado fragmentario en el que se nos ha transmitido, con numerosos versos corruptos y con lagunas, cuya restitución resulta incierta, cuando no imposible. No obstante, suele destacarse que es una de las comedias que contiene más partes líricas o cantadas (los conocidos cantica). También es la obra más pesimista de Plauto y la que ofrece una visión más cínica de la condición humana.

## Datación
En el verso 75 hay una posible alusión a la batalla de Magnesia, del año 190 a. C., mientras que en el v. 486 podría haber una referencia al discurso De falsis pugnis, de Catón el Viejo, pronunciado en ese mismo año, en el 190 a. C. Por otra parte, en el v. 761 un personaje le dice a otro que puede denunciarlo ante cada nuevo magistratus de los que habían presidido los Ludi Megalenses: estos juegos, que habían sido instituidos en el año 202 a. C., empezaron a incluir representaciones escénicas en el 191 a. C. Por lo tanto, basándonos en todos estos datos, podemos fijar la representación de la pieza en torno al 191-190 a. C.
Teniendo en cuenta eso, se entiende perfectamente a Cicerón cuando señalaba Quam gaudebat bello suo Punico Naeuius! Quam Truculento Plautus, quam Pseudolo! («¡Cuánto se regocijaba Nevio con su Guerra Púnica! ¡Cuánto lo hacía Plauto con el Truculento y con el Pséudolo»). Tradicionalmente, siempre ha llamado la atención que Cicerón equiparase Pseudolus, una de las piezas más reconocidas de Plauto, con Truculentus, una de las menos conocidas del autor. Con la consideración hecha anteriormente, entendemos que el viejo orador las asociase, puesto que ambas debían de ser contemporáneas: en efecto, Pseudolus se compuso en el 191 a. C., la misma fecha que hemos dado aquí para Truculentus.

## Personajes
Véase Personajes comunes de la comedia romana
Véase Personajes típicos de la comedia plautina
- El joven DINIARCO (DINIARCHVS ADVLESCENS).

- La esclava ASTAFIO (ASTAPHIVM ANCILLA).

- El esclavo TRUCULENTO (TRVCVLENTVS SERVVS).

- La meretriz FRONESIO (PHRONESIVM MERETRIX): querida de Diniarco y ama de Astafio.

- El militar ESTRATÓFANES (STRATOPHANES MILES): otro frecuentador de Fronesio.

- El esclavo CÍAMO (CYAMVS SERVVS): siervo de Diniarco.

- El joven ESTRÁBAX (STRABAX ADVLESCENS): campesino frecuentador de Fronesio y amo de Truculento.

- El viejo CÁLICLES (CALLICLES SENEX).

- Otras ESCLAVAS (ANCILLAE).

## Argumento
La acción se sitúa en Atenas y muestra las andanzas y las intrigas de Fronesio, una meretriz que, con sus encantos, es capaz de seducir y encandilar al mismo tiempo a tres amantes, a los que cada vez exige más regalos: Diniarco, un joven ateniense al que Fronesio ha arruinado con sus continuas exigencias; Estratófanes, un militar que ha regresado enriquecido de Babilonia; y Estrábax, un campesino a quien su esclavo, Truculento, trata de convencer para que no dilapide el dinero que con tanto trabajo le proporciona su granja. Para seguir manteniendo la atención de Estratófanes, Fronesio finge haber tenido un hijo con él, antes de que éste hubiera partido a hacer la guerra en Babilonia. El niño al que recurre Fronesio para dar verosimilitud a su embuste es, en realidad, fruto de la unión que Diniarco había tenido con otra mujer, una mujer libre y de buena familia, hija del anciano Cálicles, a la que había dejado abandonada tras mantener relaciones con ella. Al final, cuando Diniarco se entera de la verdad, acepta casarse con la mujer a la que había mancillado, y también reconoce al niño como suyo. No obstante, accede a la petición de Fronesio y le permite seguir sirviéndose del niño para engañar a los otros dos amantes. A cambio, Fronesio, agradecida, le ofrece su amistad y le promete que, siempre que se sienta maltratado en su hogar, podrá acudir a ella para consolarse.

## Recepción de la obra
Debido a la actitud de los personajes, la obra fue considerada inmoral y, al contrario que otras comedias plautinas, ha sido poco representada y apenas ha servido de fuente de inspiración para otras obras. Una de las escasísimas adaptaciones del Truculentus plautino es la hoy olvidada La cortesana (Die Buhlschwester, 1772-1773), del alemán Jakob M. R. Lenz.